# Lindmania imitans
Lindmania imitans är en gräsväxtart som beskrevs av L.B.Sm., Steyerm. och Harold Ernest Robinson. Lindmania imitans ingår i släktet Lindmania och familjen Bromeliaceae. Inga underarter finns listade i Catalogue of Life.